# Dischidia albida
Dischidia albida är en oleanderväxtart som beskrevs av Griff. Dischidia albida ingår i släktet Dischidia och familjen oleanderväxter. Inga underarter finns listade i Catalogue of Life.